# Iransko-turska granica
Iransko-turska granica duga je 534 km, a proteže se od tromeđe s Azerbajdžanom na sjeveru do tromeđe s Irakom na jugu.

## Opis
Granica počinje na sjeveru na tromeđi s azerbajdžanskom Nahičevanskom Autonomnom Republikom na rijeci Aras. Granica se zatim nastavlja prema sjeverozapadu uz rijeku Karasu Çayı, dajući tako Turskoj kratku granicu s Azerbajdžanom. Granica se zatim nastavlja jugozapadno, a zatim južno nizom nepravilnih kopnenih linija, sve do iračke tromeđe. Pogranično područje izuzetno je planinsko, a naseljeno je uglavnom Kurdima s obje strane granice.

## Povijest

### Osmansko doba (1500. – 1920.)
Osmansko carstvo osvojilo je veći dio današnjeg Iraka od Safavidske Perzije u Osmansko-safavidskom ratu 1532.–1555. Rat je završen mirom u Amasyi, kojim je potvrđena osmanska vlast nad regijom. Osmanska kontrola Mezopotamije i istočne Turske potvrđena je nakon Osmansko-safavidskog rata (1623.-1639.), koji je okončan Zuhabskim ugovorom. Zuhabskim ugovorom bilo je predviđeno da se granica između dva carstva proteže između planina Zagros i rijeke Tigris, iako u to vrijeme nisu povučene precizne crte.
Tijekom Osmansko-hotakijskog rata (1722.–1727.) Osmanlije su u savezu s Rusijom napale Iran, stekavši Hamedanskim ugovorom veliki dio sjeverozapadnog Irana.
Još jedan rat uslijedio je 1740-ih godina, a okončan je Kerdenskim ugovorom 1746. koji je obnovio zapadne iranske pokrajine i ponovno potvrdio granicu iz Zuhabskog ugovora 1639. godine.
Osmansko-perzijski rat (1821.–1823.) završio je potpisivanjem Prvog ugovora u Erzurumu, kojim je ponovno potvrđena granica iz Zuhaba 1639. godine. Granična komisija u kojoj su sudjelovali iranski, osmanski, ruski i britanski dužnosnici pomogla je u razgraničenju granica, što je rezultiralo Drugim ugovorom iz Erzuruma 1847. koji je potvrdio granicu 1639. s nekim malim izmjenama. Četverodržavna granična komisija nastavila je s radom sljedećih godina, a nakon mnogo rada i kartografskih osporavanja detaljna je karta izrađena 1869. Neke su male izmjene napravljene u blizini Qotura kao rezultat Berlinskog ugovora (1878.).
Unatoč radu povjerenstva, sporovi u vezi s preciznim poravnanjem granica nastavili su se. Osmanlije i Iran složili su se da će 1911. raditi na preciznijem razgraničenju na nagovor Rusije i Britanije, koje su obje imale kolonijalne aspiracije u regiji. Od studenoga 1913. do listopada 1914. granična komisija uspostavila je Carigradski protokol, pružajući detaljno razgraničenje cijele granice. Zatim je četverodržavno povjerenstvo za granicu pregledalo granicu na tlu i označilo je stupovima (osim područja Qotura koje je ostalo sporno), izradivši detaljan niz karata s prikazom potvrđene granice.

### Postosmansko doba (1920. - danas)
Tijekom Prvog svjetskog rata arapskim ustankom, podržanim od Britanije, uspjelo se ukloniti Osmanlije s većeg dijela Bliskog istoka. Kao rezultat tajnog Anglo-francuskog sporazuma Sykes-Picot 1916. Britanija je stekla kontrolu nad osmanskim vilajetima Mosula, Bagdada i Basre, koje je organizirala u Irački mandat 1920.
Ugovorom u Sèvresu 1920. anatolijska Turska trebala je biti podijeljena, a područja sjeverno od vilajeta Mosula su trebala biti uključena u autonomnu ili nezavisnu kurdsku državu. Turski nacionalisti bili su ogorčeni zbog ugovora, što je doprinijelo izbijanju Turskog rata za neovisnost; turski uspjeh u ovom sukobu učinio je ugovor iz Sèvresa zastarjelim. Ugovorom iz Lausanne 1923. nezavisnost Turske je priznata i dogovoreno je daleko izdašnije teritorijalno rješenje, iako po cijenu turskog formalnog odricanja od bilo kakvih potraživanja prema arapskim zemljama. Na istoku je zadržana bivša osmansko-iranska granica, koja sada čini granicu između Irana i Iraka, te Irana i nove Republike Turske.
Dana 9. travnja 1929. u Ankari je potpisan ugovor između Turske i Irana o daljnjem razgraničenju njihove granice, dijelom kao odgovor na kurdsku Araratsku pobunu; to je zatim dovršeno na Teheranskoj konvenciji 1932., gdje su dogovorene i neke male razmjename teritorija u blizini Malog Ararata, Bazhergaha i Qotura. Granica je tada demarkirana i konačni sporazum potpisan u Teheranu 26. svibnja 1937.
Od 2017. godine Turska je započela izgradnju barijere duž tursko-iranske granice s ciljem sprječavanja ilegalnih prelazaka i krijumčarenja. Zid bi trebao pokriti 144 km granice granice. Po podacima iz prosinca 2017., tada je polovica granične barijere bila završena. Prema odgovornim dužnosnicima, granična barijera trebala je biti dovršena do proljeća 2019. Nacionalna stambena komisija TOKİ gradi zid u provincijama Iğdır i Ağrı.

## Naselja u blizini granice

### Iran
- Maku
- Qotur
- Seyah Cheshmeh
- Salmas
- Barduk

### Turska
- Doğubayazıt, Ağrı
- Kapıköy, Van
- Gürbulak, Ağrı
- Saray, Van
- Böğrüpek
- Atlılar
- Esendere, Hakkari
- Borualan, Iğdır

## Granični prijelazi
Uz cijelu granicu postoje tri prijelaza, dva za promet vozilima i jedan za promet vozilima i željeznicom. Najprometniji od tri, Gürbulak, jedan je od najprometnijih graničnih prijelaza na svijetu.
| Turska kontrolna točka | Pokrajina | Iranska kontrolna točka | Pokrajina           | Otvoren           | Rita u Turskoj | Ruta u Iranu | Status   |
| ---------------------- | --------- | ----------------------- | ------------------- | ----------------- | -------------- | ------------ | -------- |
| Gürbulak               | Ağrı      | Bazargan                | Zapadni Azerbajdžan | 4. rujna 1953.    |                |              | Otvoren  |
| Kapıköy                | Van       | Razi                    | Zapadni Azerbajdžan | 16. travnja 2011. |                |              | Otvoren  |
| Esendere               | Hakkâri   | Serow                   | Zapadni Azerbajdžan | 15. rujna 1964.   |                |              | Otvoren  |
| Borualan               | Iğdır     | N/A                     | Zapadni Azerbajdžan | 1. siječnja 1985. |                |              | Zatvoren |

## Iransko-turska granična barijera
Turska vlada proširila je svoje planove o izgradnji betonskog zida duž iranske granice kako bi pokrila cijelu granicu od 295 kilometara, rekao je guverner Van Mehmet Emin Bilmez 27. srpnja 2021.
Zid je visok 3 metra, a ophodnje su pojačane u svjetlu pada Afganistana 2021. godine na talibane .

## Ilegalni prelasci
Padom Afganistana pod vlast talibana 2021. godine val izbjeglica prešao je Iran, zatim u Tursku. Prijavljeni su i ekonomski migranti koji traže mogućnosti zaposlenja i izbjeglice koje bježe od talibanskog nasilja ili iznuda. Turska granična politika pojačala je svoje napore, nasilno odbijajući izbjeglice na granici, gurajući se natrag u Iran, uhićujući ih pri prelasku i deportirajući ih bez odgovarajućeg postupka. Prijavljeni su dokazi o posebnim naporima kako bi se spriječilo da novinari dokumentiraju ovo pitanje.